# EM i atletik 2016
EM i atletik 2016 blev hold i Amsterdam, Holland, mellem 6. og 10. juli 2016. Det var første gang, at Holland var vært for stævnet.

## Resultater

### Mænd

#### Løb
| Konkurrence | Guld                                                                         | Guld       | Sølv                                                                     | Sølv       | Bronze                                                                            | Bronze      |
| --- | ---------------------------------------------------------------------------- | ---------- | ------------------------------------------------------------------------ | ---------- | --------------------------------------------------------------------------------- | ----------- |
| 100 meter | Churandy Martina (NED)                                                       | 10.07 SB   | Jak Ali Harvey (TUR)                                                     | 10.07      | Jimmy Vicaut (FRA)                                                                | 10.08       |
| 200 meter | Bruno Hortelano (ESP)                                                        | 20.45      | Ramil Guliyev (TUR)                                                      | 20.51      | Daniel Talbot (GBR)                                                               | 20.56       |
| 400 meter | Martyn Rooney (GBR)                                                          | 45.29      | Pavel Maslák (CZE)                                                       | 45.36      | Liemarvin Bonevacia (NED)                                                         | 45.41 SB    |
| 800 meter | Adam Kszczot (POL)                                                           | 1:45.18    | Marcin Lewandowski (POL)                                                 | 1:45.54    | Elliot Giles (GBR)                                                                | 1:45.54 PB  |
| 1500 meter | Filip Ingebrigtsen (NOR)                                                     | 3:46.65    | David Bustos (ESP)                                                       | 3:46.90    | Henrik Ingebrigtsen (NOR)                                                         | 3:47.18     |
| 5000 meter | Ilias Fifa (ESP)                                                             | 13:40.85   | Adel Mechaal (ESP)                                                       | 13:40.85   | Richard Ringer (GER)                                                              | 13:40.85 SB |
| 10.000 meter | Polat Kemboi Arıkan (TUR)                                                    | 28:18.52   | Ali Kaya (TUR)                                                           | 28:21.42   | Antonio Abadía (ESP)                                                              | 28:26.07    |
| Halvmaraton | Tadesse Abraham (SUI)                                                        | 1:02:03    | Kaan Kigen Özbilen (TUR)                                                 | 1:02:27    | Daniele Meucci (ITA)                                                              | 1:02:38     |
| Halvmaraton | Schweiz (SUI)                                                                | 3:12:04    | Spanien (ESP)                                                            | 3:12:06    | Italien (ITA)                                                                     | 3:12:41     |
| 110 meter hækkeløb | Dimitri Bascou (FRA)                                                         | 13.25      | Balázs Baji (HUN)                                                        | 13.28 NR   | Wilhelm Belocian (FRA)                                                            | 13.33       |
| 400 meter hækkeløb | Yasmani Copello (TUR)                                                        | 48.98      | Sérgio Fernández (ESP)                                                   | 49.06      | Kariem Hussein (SUI)                                                              | 49.10       |
| 3000 meter forhindringsløb | Mahiedine Mekhissi-Benabbad (FRA)                                            | 8:25.63    | Aras Kaya (TUR)                                                          | 8:29.91 PB | Yoann Kowal (FRA)                                                                 | 8:30.79     |
| 4 × 100 meter | Storbritannien (GBR) James Dasaolu Adam Gemili James Ellington Chijindu Ujah | 38.17      | Frankrig (FRA) Marvin René Stuart Dutamby Mickael-Meba Zeze Jimmy Vicaut | 38.38 SB   | Tyskland (GER) Julian Reus Sven Knipphals Roy Schmidt Lucas Jakubczyk             | 38.47       |
| 4 × 400 meter | Belgien (BEL) Julien Watrin Jonathan Borlée Dylan Borlée Kévin Borlée        | 3:01:10 EL | Polen (POL) Rafał Omelko Kacper Kozłowski Łukasz Krawczuk Jakub Krzewina | 3:01:18 SB | Storbritannien (GBR) Rabah Yousif Delano Williams Jack Green Matthew Hudson-Smith | 3:01:44 SB  |
| WR verdensrekord \| ER Europæisk rekord \| CR mesterskabsrekord \| NR national rekord \| WL world leading \| EL European leading \| PB personligt bedste \| SB sæsonens bedste |                                                                              |            |                                                                          |            |                                                                                   |             |

#### Spring og kast
| Konkurrence | Guld                          | Guld     | Sølv                   | Sølv     | Bronze                             | Bronze   |
| --- | ----------------------------- | -------- | ---------------------- | -------- | ---------------------------------- | -------- |
| Højdespring | Gianmarco Tamberi (ITA)       | 2.32     | Robbie Grabarz (GBR)   | 2.29     | Chris Baker (GBR) Eike Onnen (GER) | 2.29     |
| Stangspring | Robert Sobera (POL)           | 5.60     | Jan Kudlička (CZE)     | 5.60     | Robert Renner (SLO)                | 5.50     |
| Længdespring | Greg Rutherford (GBR)         | 8.25     | Michel Tornéus (SWE)   | 8.21 SB  | Ignisious Gaisah (NED)             | 7.93     |
| Trespring | Max Hess (GER)                | 17.20 EL | Karol Hoffmann (POL)   | 17.16 PB | Julian Reid (GBR)                  | 16.76 SB |
| Kuglestød | David Storl (GER)             | 21.31 EL | Michał Haratyk (POL)   | 21.19    | Tsanko Arnaudov (POR)              | 20.59 SB |
| Diskoskast | Piotr Małachowski (POL)       | 67.06    | Philip Milanov (BEL)   | 65.71    | Gerd Kanter (EST)                  | 65.27 SB |
| Spydkast | Zigismunds Sirmais (LAT)      | 86.66 PB | Vítězslav Veselý (CZE) | 83.59    | Antti Ruuskanen (FIN)              | 82.44    |
| Hammerkast | Paweł Fajdek (POL)            | 80.93    | Ivan Tikhon (BLR)      | 78.84    | Wojciech Nowicki (POL)             | 77.53    |
| Tikamp | Thomas Van der Plaetsen (BEL) | 8218     | Adam Helcelet (CZE)    | 8157 SB  | Mihail Dudaš (SRB)                 | 8153     |
| WR verdensrekord \| ER Europæisk rekord \| CR mesterskabsrekord \| NR national rekord \| WL world leading \| EL European leading \| PB personligt bedste \| SB sæsonens bedste |                               |          |                        |          |                                    |          |

### Kvinder

#### Løb
| Konkurrence | Guld                                                                             | Guld              | Sølv                                                                           | Sølv        | Bronze                                                                                   | Bronze      |
| --- | -------------------------------------------------------------------------------- | ----------------- | ------------------------------------------------------------------------------ | ----------- | ---------------------------------------------------------------------------------------- | ----------- |
| 100 meter | Dafne Schippers (NED)                                                            | 10.90             | Ivet Lalova-Collio (BUL)                                                       | 11.20       | Mujinga Kambundji (SUI)                                                                  | 11.25       |
| 200 meter | Dina Asher-Smith (GBR)                                                           | 22.37 SB          | Ivet Lalova-Collio (BUL)                                                       | 22.52 SB    | Gina Lückenkemper (GER)                                                                  | 22.74       |
| 400 meter | Libania Grenot (ITA)                                                             | 50.73             | Floria Gueï (FRA)                                                              | 51.21       | Anyika Onuora (GBR)                                                                      | 51.47 SB    |
| 800 meter | Nataliya Pryshchepa (UKR)                                                        | 1:59.70           | Rénelle Lamote (FRA)                                                           | 2:00.19     | Lovisa Lindh (SWE)                                                                       | 2:00.37 PB  |
| 1500 meter | Angelika Cichocka (POL)                                                          | 4:33.00           | Sifan Hassan (NED)                                                             | 4:33.76     | Ciara Mageean (IRL)                                                                      | 4:33.78     |
| 5000 meter | Yasemin Can (TUR)                                                                | 15:18.15          | Meraf Bahta (SWE)                                                              | 15:20.54    | Stephanie Twell (GBR)                                                                    | 15:20.70    |
| 10.000 meter | Yasemin Can (TUR)                                                                | 31:12.86 EL, EU23 | Dulce Félix (POR)                                                              | 31:19.03 PB | Karoline Bjerkeli Grøvdal (NOR)                                                          | 31:23.45 PB |
| Halvmaraton | Sara Moreira (POR)                                                               | 1:10:19           | Veronica Inglese (ITA)                                                         | 1:10:35     | Jéssica Augusto (POR)                                                                    | 1:10:55     |
| Halvmaraton | Portugal (POR)                                                                   | 3:33:53           | Italien (ITA)                                                                  | 3:36:38     | Tyrkiet (TUR)                                                                            | 3:39:59     |
| 100 meter hækkeløb | Cindy Roleder (GER)                                                              | 12.62 EL          | Alina Talay (BLR)                                                              | 12.68       | Tiffany Porter (GBR)                                                                     | 12.76       |
| 400 meter hækkeløb | Sara Slott Petersen (DEN)                                                        | 55.12 SB          | Joanna Linkiewicz (POL)                                                        | 55.33       | Lea Sprunger (SUI)                                                                       | 55.41       |
| 3000 meter forhindringsløb | Gesa-Felicitas Krause (GER)                                                      | 9:18.85 EL        | Luiza Gega (ALB)                                                               | 9:28.52 NR  | Özlem Kaya (TUR)                                                                         | 9:35.05 SB  |
| 4 × 100 meter | Nederlandene (NED) Jamile Samuel Dafne Schippers Tessa van Schagen Naomi Sedney  | 42.04 NR          | Storbritannien (GBR) Asha Philip Dina Asher-Smith Bianca Williams Daryll Neita | 42.45 SB    | Tyskland (GER) Tatjana Pinto Lisa Mayer Gina Luckenkemper Rebekka Haase                  | 42.48       |
| 4 × 400 meter | Storbritannien (GBR) Emily Diamond Anyika Onuora Eilidh Doyle Seren Bundy-Davies | 3:25.05 WL        | Frankrig (FRA) Phara Anacharsis Brigitte Ntiamoah Marie Gayot Floria Guei      | 3:25.96 SB  | Italien (ITA) Maria Benedicta Chigbolu Maria Enrica Spacca Chiara Bazzoni Libania Grenot | 3:27.49 SB  |
| WR verdensrekord \| ER Europæisk rekord \| CR mesterskabsrekord \| NR national rekord \| WL world leading \| EL European leading \| PB personligt bedste \| SB sæsonens bedste |                                                                                  |                   |                                                                                |             |                                                                                          |             |

#### Kast, spring mm.
| Konkurrence | Guld                       | Guld     | Sølv                                       | Sølv         | Bronze                       | Bronze      |
| --- | -------------------------- | -------- | ------------------------------------------ | ------------ | ---------------------------- | ----------- |
| Højdespring | Ruth Beitia (ESP)          | 1.98 SB  | Mirela Demireva (BUL) Airinė Palšytė (LTU) | 1.96 1.96 SB | Not awarded                  | Not awarded |
| Stangspring | Ekaterini Stefanidi (GRE)  | 4.81 CR  | Lisa Ryzih (GER)                           | 4.70 SB      | Angelica Bengtsson (SWE)     | 4.65 SB     |
| Længdespring | Ivana Španović (SRB)       | 6.94     | Jazmin Sawyers (GBR)                       | 6.86         | Malaika Mihambo (GER)        | 6.65        |
| Trespring | Patrícia Mamona (POR)      | 14.58 NR | Hanna Minenko (ISR)                        | 14.51        | Paraskevi Papachristou (GRE) | 14.47       |
| Kuglestød | Christina Schwanitz (GER)  | 20.17 EL | Anita Márton (HUN)                         | 18.72        | Emel Dereli (TUR)            | 18.22       |
| Diskoskast | Sandra Perković (CRO)      | 69.97    | Julia Fischer (GER)                        | 65.77        | Shanice Craft (GER)          | 63.89       |
| Spydkast | Tatsiana Khaladovich (BLR) | 66.34 NR | Linda Stahl (GER)                          | 65.25 SB     | Sara Kolak (CRO)             | 63.50 NR    |
| Hammerkast | Anita Włodarczyk (POL)     | 78.14    | Betty Heidler (GER)                        | 75.77 SB     | Hanna Skydan (AZE)           | 73.83       |
| Syvkamp | Anouk Vetter (NED)         | 6626 NR  | Antoinette Nana Djimou (FRA)               | 6458 SB      | Ivona Dadic (AUT)            | 6408 NR     |
| WR verdensrekord \| ER Europæisk rekord \| CR mesterskabsrekord \| NR national rekord \| WL world leading \| EL European leading \| PB personligt bedste \| SB sæsonens bedste |                            |          |                                            |              |                              |             |